# Еліс Фібі Лу
Еліс Фібі Лу (нар. 19 липня 1993) — південноафриканська співачка та авторка пісень, випустила три EP і чотири студійні альбоми. У грудні 2017 року її пісня «She», з фільму Bombshell: The Hedy Lamarr Story, була включена у короткий список претендентів на Оскар за найкращу оригінальну пісню. З 2019 року вона також бере активну участь у своєму сайд-проєкті Strongboi.
Станом на 2022 рік випустила чотири студійні альбоми — Orbit (2016), Paper Castles (2019), Glow (2021) і Child's Play (2021) — разом з двома концертними альбомами та різними синглами.

## Раннє життя
Лу провела дитинство в Комметджі на західному узбережжі Капського півострова в Південній Африці і відвідувала вальдорфську школу. Її батьки — кінодокументалісти. У дитинстві брала уроки фортепіано та гітари. У 14 років вона захоплювалася музикою в жанрі транс і почала фотографувати на концертах, іноді заробляючи на цьому. У 2010 році вона провела літні канікули в Парижі, спершу живучи зі своєю тіткою, але згодом переїхала жити до друга і почала заробляти гроші виступами у фаєр-шоу.

## Кар'єра
Через рік після закінчення середньої школи в Південній Африці в 2012 році, вона повернулася до Європи — спочатку поїхала до Амстердама, а потім до Берліна. У Берліні вона почала співати та грати на гітарі, коли зрозуміла, що це прибутковіше за фаєр-шоу. Після перерви вона збиралася піти на навчання в університет у Південній Африці, але врешті вирішила придбати підсилювач із батарейним живленням і замість цього повернутися до Берліна. У Берліні вона виступала на залізничних станціях і в парках. Після місяця перебування в Берліні, вона зіграла в телевізійній програмі. У квітні 2014 року самостійно випустила мініальбом «Momentum». Пісня «Fiery Heart, Fiery Mind» увійшла в саундтрек до фільму «Аянда», який вийшов у 2015 році. Вона також почала грати на концертних майданчиках.
Після виступу на TEDx у Берліні 6 вересня 2014 року їй почали надходити пропозиції від звукозаписних лейблів, але вона хотіла залишатися незалежною виконавицею. У грудні 2014 року вона випустила концертний альбом «Live at Grüner Salon», як засіб для фінансування запису свого дебютного студійного альбому.
У 2015 році вона почала гастролювати та вперше зіграла на фестивалі SXSW у США. Після цього щороку вона поверталася на SXSW. Того ж року вона виступала на TEDGlobal London, а в 2016 році відкривала турне Родрігеса по Південній Африці.
У квітні 2016 року Еліс Фібі Лу випустила свій альбом «Orbit», спродюсований Маттео Павесі та Джіаном Келлетт-Лью. Вона була номінована як найкраща виконавиця на нагороді німецьких критиків 2016 року в Німеччині і була запрошена до кількох німецьких телепрограм для інтерв'ю та виступів. У 2016 році вона гастролювала по Європі, Південній Африці та США, і відіграла три аншлагові концерти в Берлінському планетаріі. Більше того — вона продовжувала виступати на вулицях в Берліні.
У грудні 2017 року вона самостійно випустила мініальбом «Sola» та книгу «Пісні, вірші та спогади». Того ж місяця було оголошено, що її пісня «She» з фільму Bombshell: The Hedy Lamarr Story увійшла до короткого списку Оскар у категорії Найкраща оригінальна пісня. «She» вийшла цифровим синглом 23 лютого 2018 року з музичним відео режисерки Наталії Базіної. У 2018 році, під час Berlin Music Video Awards, кліп Лу «She» був номінований на найкращу пісню. Протягом 2018 року Еліс Фібі Лу гастролювала по Європі, США, Південній Африці, Японії та Канаді.

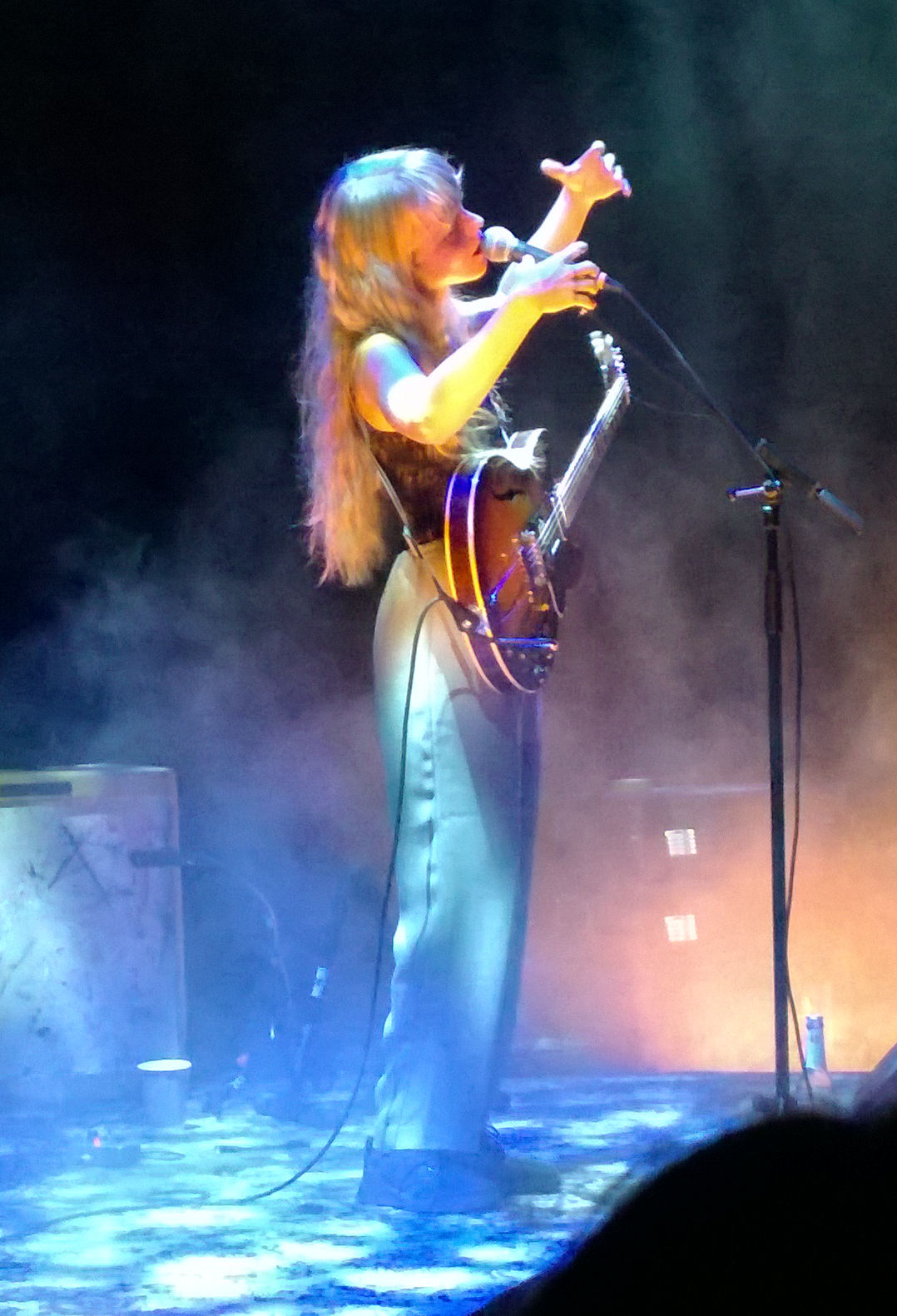
Еліс Фібі Лу в Funkhaus Berlin 1 грудня 2018 року

Перший сингл Something Holy з її альбому Paper Castles вийшов 30 листопада 2018 року. 15 січня 2019 року другий сингл Skin Crawl вийшов у цифровому вигляді. Відеокліп на Skin Crawl у червні 2019 року здобув третю премію на Berlin Music Video Awards у категорії «Best concept». 15 лютого вийшов третій сингл Galaxies, а 8 березня 2019 року вийшов альбом.
У березні 2019 року Еліс стала виконавицею місяця за версією Consequence of Sound. 6 травня того ж року було опубліковано відео Galaxies, зняте в планетарії Zeiss в Берліні, за участю Мейзі Вільямс.
12 липня записаний наживо мініальбом A Place of My Own (Mahogany Sessions), що містить чотири пісні з альбому Paper Castles, вийшов у цифровому форматі разом із відеозаписом на YouTube. 7 серпня для Lost in LA було опубліковано відео з піснею її мініальбому Sola.
15 листопада Еліс дала інтерв'ю в програмі німецького ZDF TV і зі своїм гуртом виступила з Paper Castles.
У грудні альбом Paper Castles потрапив на 19 місце в списку 50 найкращих альбомів 2019 року за версією NBHAP, і на 7 місце в списку 35 найкращих альбомів і мініальбомів 2019 року за версією часопису FMS.
Протягом 2019 року вона мала понад сто концертів у Європі, Японії, США та Канаді. Наприклад, 30 травня 2019 року вона вперше виступила на головній сцені Primavera Sound Festival в Барселоні. Пізніше того ж дня у неї був ще один менший концерт на сцені OCB Paper Sessions. 28 лютого 2020 року німецький телеканал Bayerischer Rundfunk транслював її концерт з фестивалю PULS, записаний 30 листопада 2019 року в Мюнхені. Попри тривалі гастролі, Лу продовжувала час від часу виступати в берлінських парках та на станціях метро. Навесні 2020 року у неї було коротке турне по Європі, а після цього кілька трансляцій та концертів, наприклад на Arte.
13 березня 2020 року вона випустила сингл Witches. За тиждень до цього, 6 березня, її сайд-проєкт Strongboi разом із Зівом Яміном випустив однойменне відео Strongboi. Цифровий сингл пісні вийшов 20 березня. За цим відбувся випуск цифрових синглів Strongboi Honey Thighs 10 квітня і Tuff Girl 7 серпня.
1 травня вона випустила концертний альбом з десятьма треками Live at Funkhaus з грудневого концерту Funkhaus Berlin у 2019 році. Далі був опублікований короткометражний документальний фільм, знятий Джуліаном Калверхаузом, про тур з альбомом Paper Castles. 26 червня вийшов сингл Touch. 18 вересня вийшов фіолетовий 7-дюймовий вініл із синглами Witches and Touch.
У листопаді було оголошено, що її третій студійний альбом Glow вийде в березні 2021 року. 4 грудня вийшов сингл і відео Dusk з майбутнього альбому Glow. 10 грудня 2020 року Еліс зробила кавер на невиданий трек Пола Маккартні Deep Deep Feeling для кампанії Маккартні «12 днів Пола». 19 лютого 2021 року з музичним відео вийшов другий сингл Dirty Mouth, з майбутнього альбому. Glow вийшов 19 березня 2021 року.
2 грудня 2021 року вона без будь-яких попередніх повідомлень випустила десятитрековий альбом Child's Play.

## Дискографія

### Студійні альбоми
- Orbit (самостійно виданий на вінілі та компакт-дисках у 2016 році; рекламується, наприклад, через Motor Entertainment[74])
- Paper Castles (самостійний випуск на вінілі та компакт-диску 8 березня 2019 року, послуги знову куплені у Motor Entertainment[75][76][77])
- Glow (самостійний випуск 19 березня 2021 року, компакт-диск, вініл і цифровий)[71]
- Child's Play (самостійний випуск 2 грудня 2021 року, касета, компакт-диск, вініл і цифровий)[72][73]

### Мініальбоми
- Momentum (EP, 2014, на виступах продавалися саморобні компакт-диски,[45] версія mp3 не була доступна після оновлення її вебмагазину в 2019 році)
- Sola (EP, 2017, 12-дюймовий вініл і mp3)
- A Place of My Own (Mahogany Sessions) (2019, цифровий)[47]

### Концертні альбоми
- Наживо в Grüner Salon (2014, на виступах продавалися саморобні компакт-диски,[45] версія mp3 не була доступна після оновлення її вебмагазину в 2019 році)
- Live at Funkhaus (самостійний випуск на вінілі 1 травня 2020 року, вініл і цифровий варінт)[64]

### Сингли
- Something Holy (Сингл, 2018, 7 дюймів)
- Witches / Touch (Сингл, 2020, 7-дюймовий вініл і mp3/wav)